# Berg und Geist
Berg und Geist ist eine schweizerische Porträt-Filmreihe. Sie wird seit 2004 für den Gemeinschaftssender 3sat produziert und von 3sat monatlich ausgestrahlt.

## Sendungskonzept
Bei Berg und Geist werden Prominente aus allen Schaffensbereichen auf einem Schweizer Berg ihrer Wahl eingeladen und dort vorwiegend an zwei Drehtagen an verschiedenen Schauplätzen befragt. Aus dem Bildmaterial wird in der Nachbearbeitung ein dreissigminütiges Filmporträt mit Statements, Archiveinspielungen und Landschaftsimpressionen erstellt, in dem die Prominenten ihre Assoziationen zu diesem Berg kundtun und mehr noch über ihre Lebenshaltung in Karriere und Beruf Auskunft geben. Oft führen diese Gespräche zu unerwarteten, intimen Einblicken in den privaten und persönlichen Alltag der Gäste. Unter anderem waren Ottmar Hitzfeld, DJ Bobo, Udo Jürgens, Urs Meier, Marcel Reif, Ronnie Schildknecht, Kurt Felix, Paola Del Medico, Emil Steinberger, Dieter Meier, Hugo Loetscher, Sophie Hunger, Charles Lewinsky, Martin Suter, Alexander Pereira, Dimitri, Michael Schindhelm, Lotti Latrous, Ulrich Tilgner, Christoph Blocher, Alberto Venzago, Jean Ziegler, Erika Stucky, Hans-Jakob Siber, Christian Kohlund, George Gruntz, Silvia Tschui, Stefan Rusconi, Christa Markwalder, Marcel Koller, Bruno Stanek, Werner Kieser, Pedro Lenz, Max Dudler, Heinrich Villiger, Rolf Sachs, Egon Ammann, Burhan Öçal, Roger Schawinski, Roger Köppel, Hans-Peter Latour, Michael Schindhelm, Oliver Stokowski, Simon Enzler, Pedro Lenz, Philipp Fankhauser, Andreas Thiel, Ruthe Schweikert und Reto Camenisch zu Gast. Stand Ende April 2012: 83 Porträts.

## Hintergrund
Das Sendungskonzept wurde von Michael Lang konzipiert, der als Ko-Realisator auch die Gespräche mit den Gästen anregte und koordinierte, selber aber visuell und akustisch im Off-Bereich blieb. Lang war zudem verantwortlicher Redakteur der Sendereihe. 2012 zog er sich auf eigenen Wunsch zurück. Zum Produktionsteam gehörte bis 2010 als Produzent Frank Hubrath. Von Anfang an dabei ist der im Tessin lebende Zürcher Filmemacher, Foto- und Videokünstler Beat Kuert, der für die Kameraarbeit, den Schnitt und die Montage zuständig ist.

## Auszeichnungen
Am 10. April 2005 wurde Berg und Geist im Rahmen einer Galaveranstaltung in Zürich zur Besten Sendung des Jahres 2004 gewählt und mit dem Prix Walo ausgezeichnet.